# Sebastián Bartolini
Sebastián Bartolini (Álvarez, 1º  febbraio 1982) è un ex calciatore argentino, di ruolo difensore.

## Biografia
Possiede anche il passaporto italiano.

## Carriera
Il 4 agosto 2014 viene acquistato dall'Īraklīs.